# Savoie (AOC)
Pour les articles homonymes, voir Savoie (homonymie).
Le vin de Savoie, ou, par antonomase, savoie, est un vin d'appellation d'origine contrôlée produit essentiellement dans les départements de la Savoie et de la Haute-Savoie, auxquels se rajoutent deux communes de l'Ain et une de l'Isère. Il s'agit d'une appellation régionale couvrant tout le vignoble de Savoie, qui se décline en seize dénominations géographiques.

## Histoire

### Antiquité
Avant la Savoie (Sabaudia), il y eut l'Allobrogie. Ce fut Strabon, le premier, qui vanta les qualités des Allobroges qui, expliqua-t-il « tournent désormais vers l'agriculture l'application qu'ils avaient donné, jusque-là, aux choses de la guerre. ». 
Il faut rappeler, qu'en effet, dans le courant du Ier siècle, ces Celtes avaient sélectionné un cépage nouveau, le vitis allobrogica, capable de résister aux conditions climatiques alpines. Son vin entra dans l'histoire à l'époque d'Auguste et Columelle lui donna le qualificatif de « vinum picatum », c'est-à-dire de vin poissé. Résultat sans doute de son passage dans des tonneaux aux douelles de sapin ou de mélèze. Pline l'Ancien nous a décrit ses crus, le sotanum, le taburnum et l'ellicum. 

### Moyen Âge
Après les grandes invasions et la chute de l'Empire romain, ce fut l'Église qui prit le relais et donna un nouvel essor à la viticulture savoyarde. Dès le XIe siècle, les moines replantèrent la vigne « en crosse », c'est-à-dire sur arbre mort.
Certaines légendes font provenir des cépages de Chypre. Un duc de Savoie les aurait rapporté en rentrant de l'empire romain d'Orient où il était allé guerroyer pour aider son cousin l'empereur Paléologue.
Durant tout le Moyen Âge et jusqu'au rattachement de la Savoie à la France, les albergataires, ou métayers, dans le cas de plantation nouvelle ou de renouvellement d'une ancienne vigne, s'obligeaient contractuellement avec le bailleur. Celui-ci payait le défonçage du sol, l'engrais et les échalas ; le baillé avait à sa charge la plantation des hautains et l'entretien général des vignes.

### Époque moderne

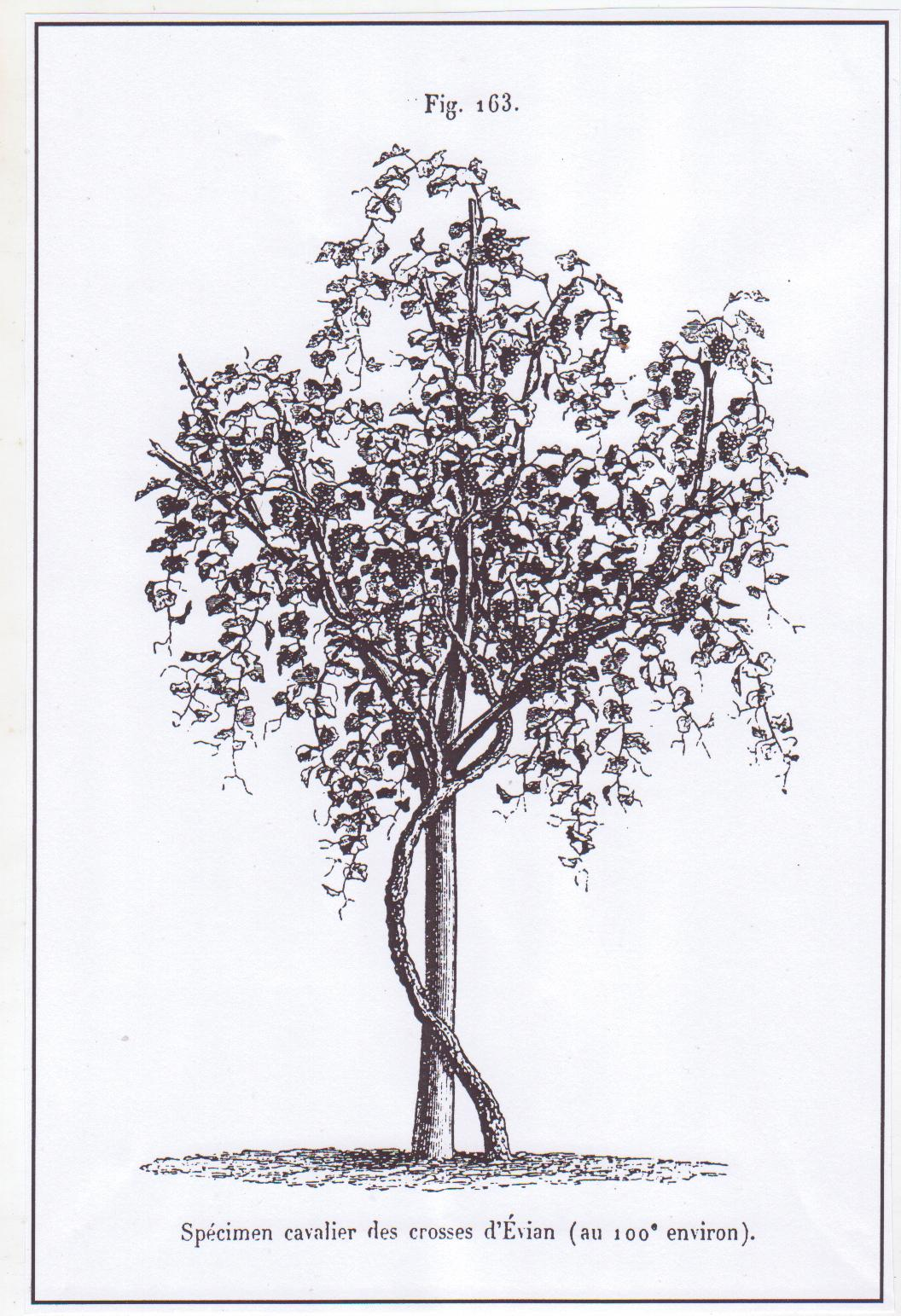
Les crosses de Savoie

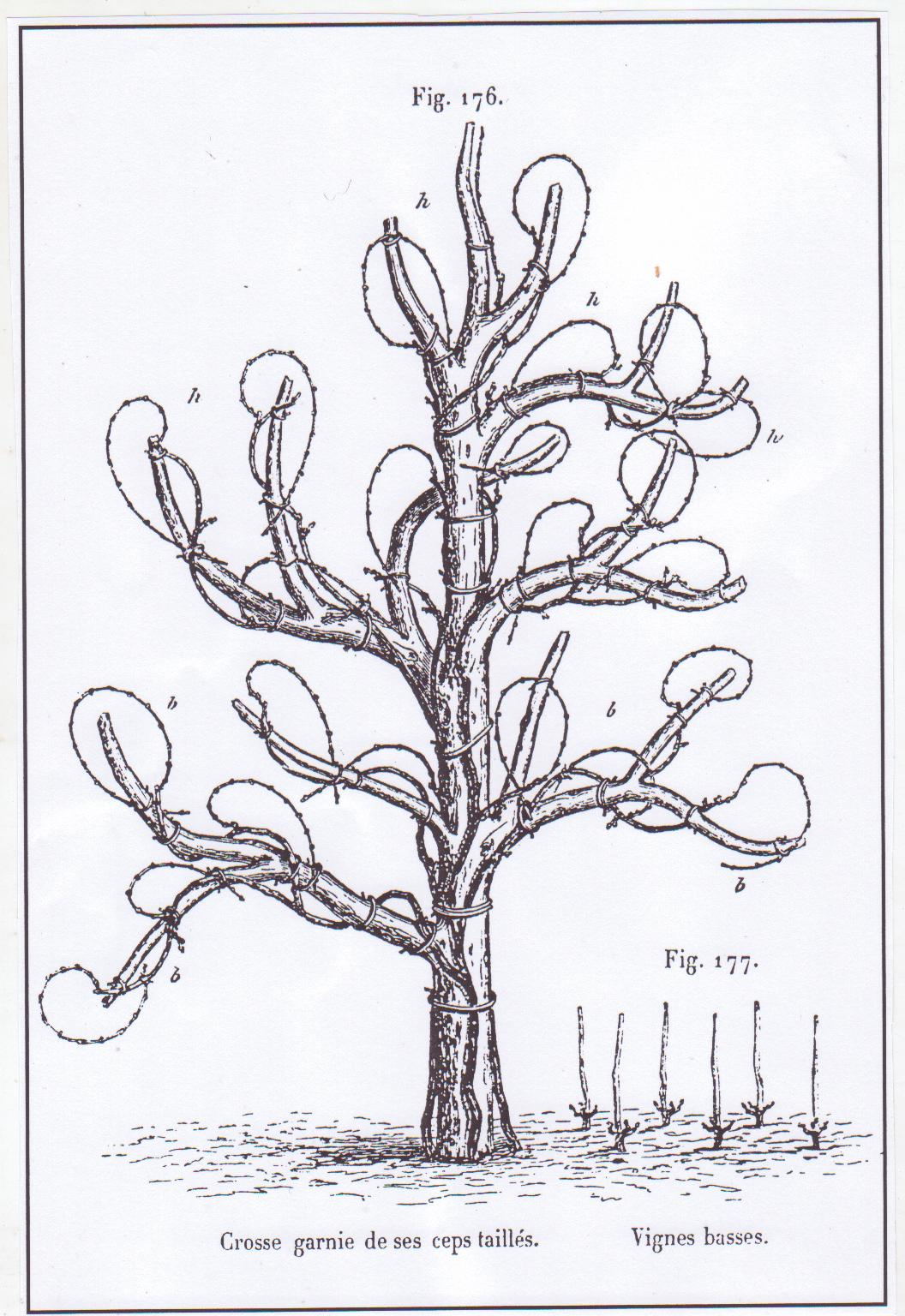
Les crosses, dessin de Jules Guyot

La plus grande extension du vignoble se fit entre le XVIe siècle et le XVIIIe siècle. Initialement implanté sur les coteaux les plus ensoleillés, il descendit vers les plaines. Et dans ces bas-fonds, pour préserver les ceps du gel, les hautains prirent encore plus de hauteur, avec l'obligation de mettre les premières grappes à 1,5 ou 2 mètres du sol. Ce qui permit de comptabiliser, en 1768, 9 000 hectares de vignes, toutes sur treilles ou sur hautains, dont la majorité n'était apte qu'à fournir un « vin de laboureur », verdelet à souhait. Profitant d'un plus gros rendement - 40 hl/ha, soit le double que les vignes sur échalas - ils étaient dits « verts, acides, mais sains et désaltérants. ». C'est ce que constata, en 1816, André Jullien, lors de son séjour en Savoie, pour rédiger sa Topographie de tous les vignobles connus :

« La variété des expositions, les différentes espèces de cépages que l'on réunit dans la même vigne, et surtout les ceps hautains que l'on rencontre dans beaucoup de cantons, occasionnent de grandes dissemblances dans la qualité des produits. et tandis que quelques vignobles donnent de forts bons vins, beaucoup d'autres ne produisent que de très basse qualité. »

Au milieu du XIXe siècle, ces vins surets étaient produits sur près de 3 000 hectares, dont 2 000 dans le département actuel de Savoie, soit le quart du vignoble. Cette situation perdura jusqu'à l'apparition du phylloxéra et la reconstitution d'un nouveau vignoble. La conduite en hautain ne se retrouve plus aujourd'hui qu'en Chautagne pour une partie seulement du vignoble, la quasi-totalité étant palissée sur fil de fer à une hauteur de 1,20 mètre. Ce reliquat de la vieille technique ne concernent que des vignes de gamay.
Toujours au milieu du XIXe siècle, mais en Haute-Savoie cette fois, la commune d'Évian avait 70 hectares et son canton 455 hectares de vignes. Le cépage cultivé était le chasselas ; il était conduit pour moitié en vignes basses avec un rendement de 40 à 50 hl/ha. L'autre moitié poussait sur « crosses de châtaignier » avec des rendements qui s'élevaient entre 80 et 120 hl/ha. Jusqu'au début du XXe siècle, la ville s'était fait une renommée pour ses vins autant que pour ses eaux. Ils avaient impressionné le docteur Jules Guyot, qui les goûta en 1868 et commenta : 

« Les vins des crosses d'Évian sont blancs, légers et ils sont aussi sains qu'agréables... Les habitants préfèrent beaucoup leurs vins à leurs eaux qui sont pourtant des plus séduisantes. »

Il a laissé une description des crosses, constituées par de grands arbres avec toutes leurs branches montant jusqu'à 8 à 12 mètres de haut et dont le tronc de 30 à 50 cm de diamètre avait été tout écorcé. Il précisait même que les raisins du bas mûrissaient les premiers, entre six et neuf jours plus tôt que ceux du haut. Aujourd'hui, il ne reste qu'une centaine de crosses sur le territoire de Marin et le vignoble d'Évian-les-Bains est classé en vin de Pays des Allobroges.

### Époque contemporaine

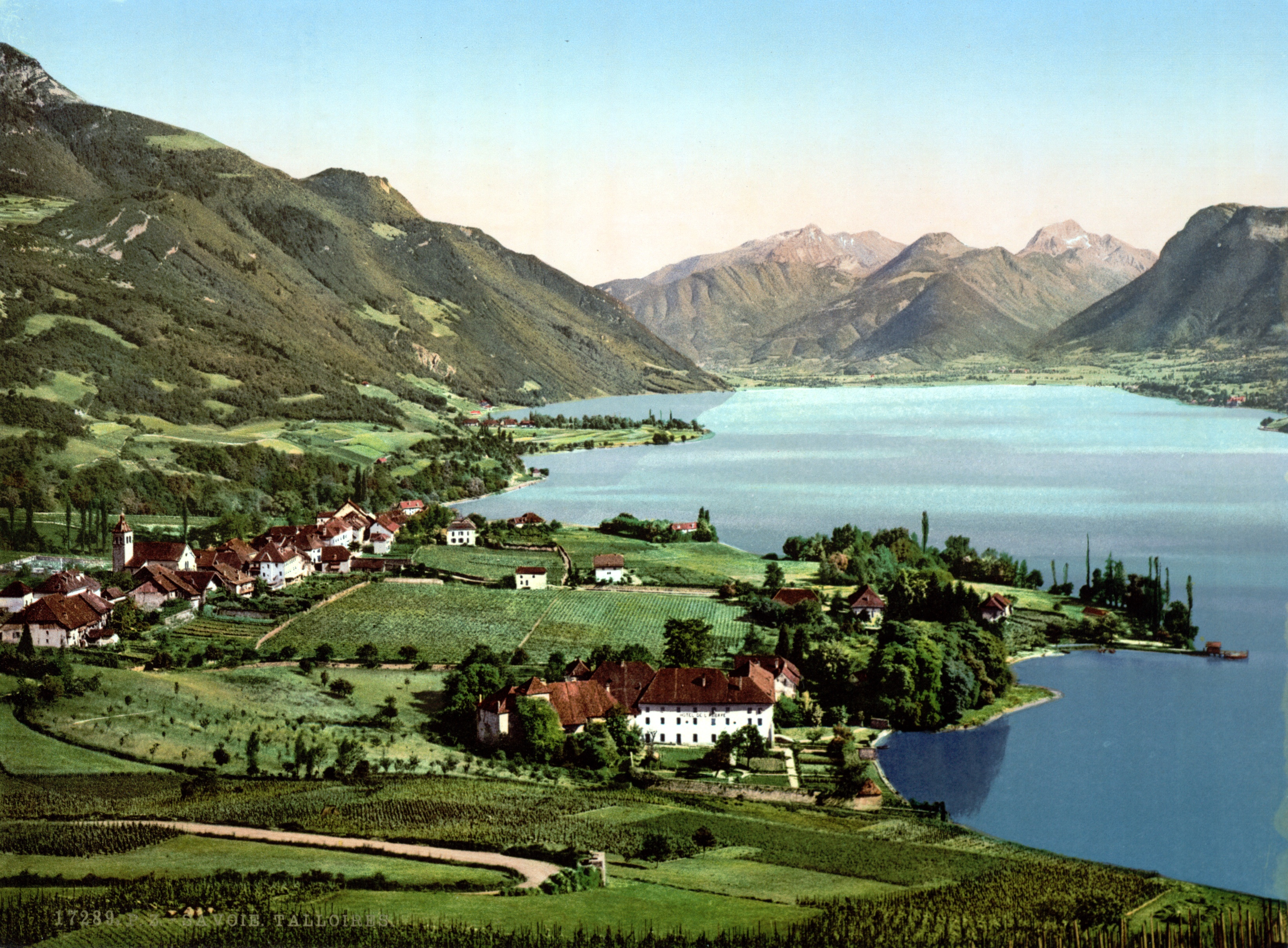
Vignoble autour de Talloires à la fin du XIX.

Au milieu du XIXe siècle, ces vins surets étaient produits sur près de 3 000 hectares, dont 2 000 dans le département de la Savoie, soit le quart du vignoble. Cette situation perdura jusqu'à l'apparition du phylloxéra et la reconstitution d'un nouveau vignoble. 
La plupart de ces mauvaises vignes ont disparu définitivement avec l'arrivée du phylloxera dès la fin du XIXe siècle, mais surtout avec l'arrivée du chemin de fer qui permit d'importer massivement du Midi de la France des vins bon marché et de bien meilleure qualité alcoolique que les petites piquettes locales. Même si pendant quelque temps les raisins et les vins du Midi furent utilisés pour faire du coupage afin d'améliorer la qualité, seuls les meilleurs terroirs survécurent en améliorant leur qualité propre et en se greffant sur des pieds américains.
L'appellation est reconnue par l'INAO comme un vin de qualité supérieure (VDQS) en 1957, puis comme une appellation d'origine contrôlée (AOC) par le décret du 4 septembre 1973.

## Étymologie
Le nom Savoie provient de l'ancien territoire Sapaudie (en latin Sapaudia, vers 354), qui signifierait la « forêt de sapins » ou le « pays des sapins », issu du racine gauloise hypothétique sapo-, sapin (dial. sap) et vidiā, forêt, sur vidu-, arbre, bois (cf. v. irlandais fid, fedo, forêt; v. breton guid, breton gwez, arbres). On rapproche  les noms de personnes gaulois Sapauidus, Sapaudus et le gallois sybwydd, pin. Le nom a évolué en Sabaudia, Sabogla. Il est fait mention à la fin du IVe siècle de la Sapaudia dans les Res Gestae d’Ammien Marcellin, puis au Ve siècle dans la Notitia Dignitatum et la Chronica Gallica de 511. Le nom est attesté en latin médiéval du XIe siècle Savogia, ager Savogensis, jusqu'à Saboia, Savogia et enfin Savoie, produit de l'évolution phonétique régulière.

## Situation géographique

### Orographie
Le relief alpin de la Savoie a été érodé au Quaternaire par des langues glaciaire et le dégel a entaillé des vallées où le vignoble a pu se développer. Les vignes, au milieu du XXe siècle, se trouvaient encore à des altitudes importantes en Tarentaise et en Maurienne où des vignobles sont attestés entre 800 et 1 000 mètres. Actuellement, elles se retrouvent sur d'anciennes moraines, des cônes de déjection ou des éboulis, entre 300 et 600 mètres.

### Géologie

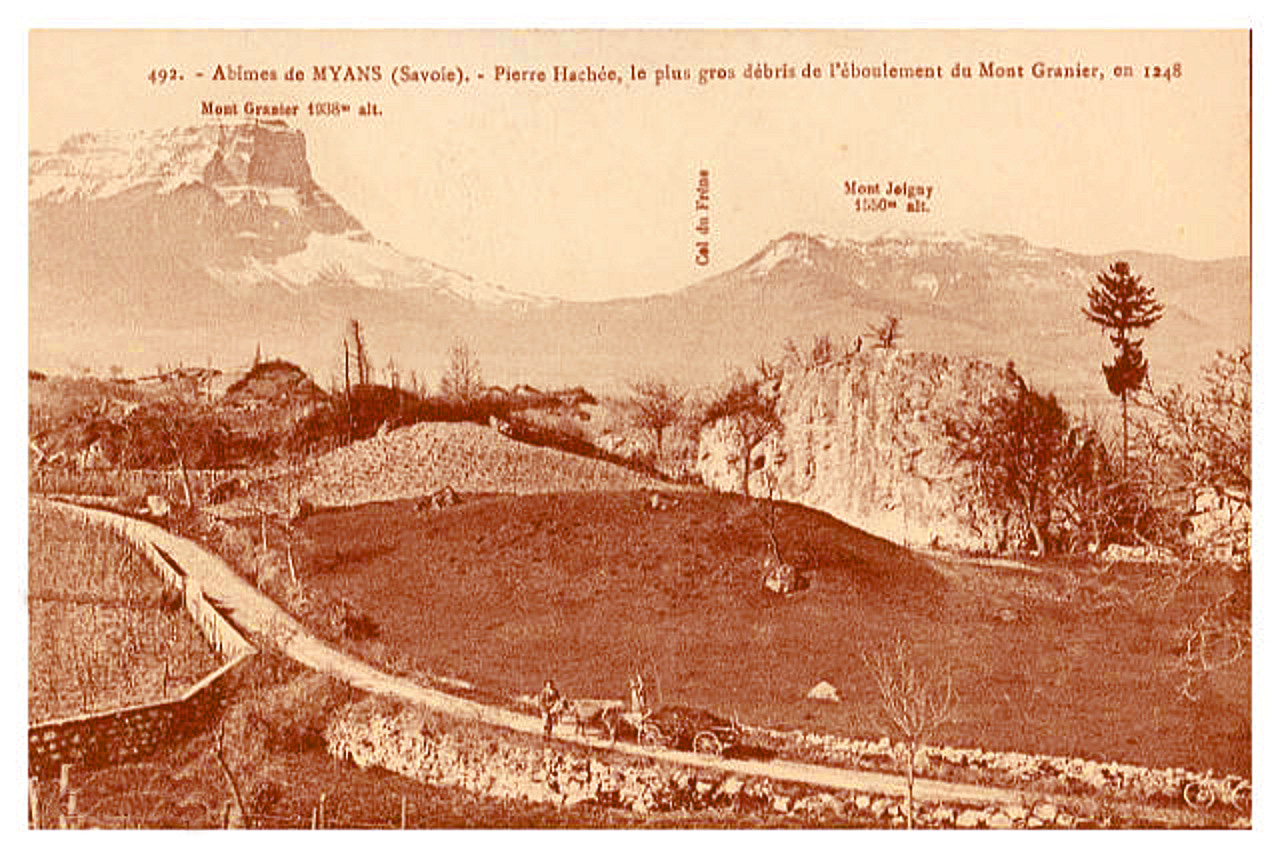
Les Abymes de Myans

Le vignoble savoyard est presque exclusivement implanté sur des sols caillouteux issus de l'érosion : moraines glaciaires (Marin, Marignan, Crépy, Frangy), cônes d'éboulis (Abymes, Arbin, Cruet, Fréterive) et terrasses fluviales (Ripaille). Les seuls exceptions sont sur des calcaires marneux du Kimméridgien (à Chignin et à Jongieux). Quelques parcelles sont plantées sur des sols schisteux, comme à Cevins; ce genre de sols a la particularité d'emmagasiner plus facilement la chaleur du jour et de la rendre à la plante durant la nuit et donne aussi des vins avec une riche minéralité.
Le terroir des crus Abymes et apremont, au sud de Chambéry, est récent : il provient d'un glissement de terrain de la face nord du Mont Granier.
Dans la nuit du 24 au 25 novembre 1248, les marnes du Valanginien, gorgées d'eau, entraînent avec elles des calcaires durs, une autre couche de marne hauterivien et les calcaires urgoniens qui forment le sommet du Granier, formant un vaste cône d'éboulis de 23 km2. Longtemps laissé en friche, ce chaos de rochers appelé les « Abymes de Myans » a été progressivement planté à partir du XIVe siècle.

### Climat
Le climat y est de type montagnard en raison de la présence du massif alpin.
En raison des conditions climatiques, la vigne se limite aux Préalpes et aux versants les mieux exposés des vallées alpines, moins froides. La baisse moyenne de température est de 1 °C tous les 116 mètres ; au-dessus de 600 mètres d'altitude, le différentiel de température est de 1° par 247 mètres de dénivelé.
Dans la vallée les jours de gel sont fréquents et peuvent atteindre près de 100 jours par an. Seuls les cépages locaux peuvent résister à cette baisse des températures.
Dans les zones particulièrement à l'abri, près de l'eau qui atténue le froid, le climat méditerranéen est légèrement perceptible, sur les rives du lac du Bourget et dans le nord de la Chautagne en particulier. Plus la vigne est plantée en coteaux orientés au sud, plus elle reçoit la lumière solaire et l'air froid peut circuler dans des endroits plus bas.
En moyenne, l'ensoleillement est 1 870 heures par an et suivant les secteurs peut atteindre 2 000 heures par an. 
La région est parmi les plus humides de France. La moyenne des précipitations se situe entre 1 000 et 1 200 millimètres d'eau par an, elle peut s'élever dans les montagnes au-dessus de 2 000 millimètres par an.
L'humidité est généralement associée à la force du vent du sud-ouest, la traverse. Pour se protéger contre le froid du vent du nord, la bise, la majorité des vignobles sont sur les versants sud. Au printemps, le vent peut apporter à la viticulture des gelées dévastatrices. Au cours de l'automne, chaud et humide, les vents du sud apportent de fréquents orages.

#### En Savoie
Le tableau ci-dessous indique les températures et les précipitations pour l'année 2011 :
| Mois                                 | J    | F    | M    | A    | M    | J    | J    | A    | S    | O    | N    | D   | année |
| ------------------------------------ | ---- | ---- | ---- | ---- | ---- | ---- | ---- | ---- | ---- | ---- | ---- | --- | ----- |
| Températures moyennes minimales (°C) | -0,9 | -0,6 | 2,8  | 6,5  | 10,2 | 13,3 | 12,7 | 13,8 | 12,1 | 7,8  | 2,4  | 1,3 | 6,7   |
| Températures moyennes maximales (°C) | 6,6  | 9,4  | 14,4 | 21,4 | 25,0 | 24,2 | 24,6 | 27,6 | 24,2 | 17,5 | 12,9 | 8,5 | 18,0  |
| Précipitations (hauteur en mm)       | 47   | 21   | 57   | 20   | 97   | 134  | 178  | 81   | 97   | 59   | 18   | 271 | 1079  |
| Ensoleillement (en heures)           | 94   | 112  | 166  | 255  | 283  | 208  | 213  | 259  | 207  | 141  | 118  | 58  | 2114  |
| Source: Météo France et Météociel    |      |      |      |      |      |      |      |      |      |      |      |     |       |

Le tableau ci-dessous indique les records de températures minimales et maximales :
| Mois                                | J    | F     | M     | A    | M    | J    | J    | A    | S    | O    | N    | D     |
| ----------------------------------- | ---- | ----- | ----- | ---- | ---- | ---- | ---- | ---- | ---- | ---- | ---- | ----- |
| Températures maximales records (°C) | 17,9 | 20,5  | 24,6  | 27,7 | 31,4 | 36,1 | 38,3 | 38,8 | 32   | 29   | 23,3 | 22,7  |
| Années des températures maximales   | 2003 | 2001  | 1981  | 2005 | 2001 | 2003 | 1984 | 2003 | 1987 | 1985 | 1997 | 1989  |
| Températures minimales records (°C) | -19  | -14,4 | -10,3 | -4,6 | -1,4 | 2,8  | 5,4  | 5    | 1    | -4,3 | -10  | -13,5 |
| Années des températures minimales   | 1985 | 2012  | 2005  | 1986 | 1979 | 1975 | 1978 | 1986 | 1995 | 1997 | 1973 | 1976  |
| Source: Météo France et Lameteo.org |      |       |       |      |      |      |      |      |      |      |      |       |

Voici les normales mensuelles de températures et de précipitations de 1971 à 2000 :
| Mois                                | J    | F     | M    | A    | M     | J     | J    | A    | S     | O     | N     | D    |
| ----------------------------------- | ---- | ----- | ---- | ---- | ----- | ----- | ---- | ---- | ----- | ----- | ----- | ---- |
| Températures maximales (°C)         | 5,7  | 7,9   | 12,3 | 15,4 | 20,2  | 23,7  | 26,7 | 26,3 | 21,9  | 16,1  | 9,8   | 6,6  |
| Températures minimales (°C)         | -1,3 | -0,5  | 1,9  | 4,5  | 9     | 12    | 14,2 | 13,8 | 10,7  | 6,8   | 2,1   | -0,3 |
| Précipitations (hauteur en mm)      | 106  | 107,2 | 99,6 | 95,9 | 109,3 | 104,4 | 98,4 | 82,7 | 125,2 | 127,7 | 111,4 | 129  |
| Nombre de jours avec précipitations | 10   | 9     | 11   | 11   | 12    | 10    | 8    | 8    | 9     | 11    | 10    | 11   |
| Source: Météo France et Météociel   |      |       |      |      |       |       |      |      |       |       |       |      |

#### En Haute-Savoie
| Températures (sous abri, moyennes) - source : météo-sciez.com |                     |                  |                          |                   |                          |
| Année                                                         | Température moyenne | T. la plus haute | T. moyenne la plus haute | T. la plus basse  | T. moyenne la plus basse |
| 2012                                                          | 10,4 °C             | 33,3 °C le 27.07 | 25,4 °C le 29.06         | -10,9 °C le 07.02 | -9,0 °C le 07.02         |
| 2011                                                          | 11 °C               | 33,8 °C le 28.06 | 24,3 °C le 19.08         | -7,2 °C le 23.01  | -3,2 °C le 24.01         |
| 2010                                                          | 9,9 °C              | 33,5 °C le 09.07 | 25,8 °C le 14.07         | -9,9 °C le 16.02  | -5,0 °C le 04.12         |
| Sources : Météo-Sciez                                         |                     |                  |                          |                   |                          |

| Températures (sous abri, moyennes) °C                       |      |     |      |      |      |      |      |      |      |     |     |            |
| J                                                           | F    | M   | A    | M    | J    | J    | A    | S    | O    | N   | D   | Année      |
| 3,1                                                         | -2,2 | 7,1 | 9,6  | 14,2 | 18,4 | 19,3 | 19,7 | 14,8 | 10,8 | 6,9 | 3,1 | 2012c      |
| 2,3                                                         | 2,4  | 6,4 | 12,3 | 15,7 | 17,5 | 17,6 | 19,6 | 16,8 | 10,6 | 6,2 | 4,4 | 2011c      |
| 0,0                                                         | 1,9  | 5,1 | 10,3 | 12,9 | 17,5 | 21,5 | 18,3 | 14,0 | 9,9  | 6,0 | 0,4 | 2010c      |
| 2,5                                                         | 1,2  | 8   | 10,5 | 15,4 | 23,4 | 22,1 | 24,2 | 16,4 | 9,3  | 6,5 | 4   | 2003a      |
| 1,5                                                         | 5,9  | 8,1 | 9,4  | 14,3 | 16,6 | 18,3 | 21,3 | 17,3 | 11,5 | 6,9 | 4,4 | 1997b      |
| 1,9                                                         | 3,0  | 6,1 | 9,3  | 13,7 | 17,1 | 19,8 | 19,3 | 16,2 | 11,3 | 6,2 | 3,2 | 1951-1997b |
| Sources : a : Météo.éducation ; b : Cipel ; c : Météo-Sciez |      |     |      |      |      |      |      |      |      |     |     |            |

| Précipitations (hauteur moyenne en mm)    |      |      |      |       |      |      |      |      |       |      |      |            |
| J                                         | F    | M    | A    | M     | J    | J    | A    | S    | O     | N    | D    | Année      |
| 60,5                                      | 8,5  | 15,5 | 67,5 | 46,5  | 48,5 | 39   | 91,5 | 73   | 149,5 | 63,5 | 30   | 2003a      |
| 53                                        | 40   | 17   | 49,5 | 138,5 | 237  | 101  | 88,5 | 68,5 | 47    | 72,5 | 99,5 | 1997b      |
| 63,1                                      | 57,8 | 63,1 | 66,1 | 91    | 104  | 73,3 | 98,8 | 93,3 | 81,9  | 82,5 | 71   | 1951-1997b |
| Sources : a : Météo.éducation ; b : Cipel |      |      |      |       |      |      |      |      |       |      |      |            |

| Insolation (en heures)                    |       |       |       |       |       |       |       |       |       |      |      |            |
| J                                         | F     | M     | A     | M     | J     | J     | A     | S     | O     | N    | D    | Année      |
| 46                                        | 102,3 | 251,3 | 250,9 | 268,8 | 389,6 | 354,1 | 326,9 | 251,9 | 108,9 | 78,1 | 78,9 | 2003a      |
| 2,4                                       | 91,2  | 189,9 | 258   | 239,2 | 184,9 | 217,9 | 243,3 | 195,1 | 101   | 57,9 | 39,7 | 1997b      |
| 42,6                                      | 81    | 151,1 | 192,6 | 222,5 | 237,7 | 269   | 235,3 | 178   | 111   | 54,4 | 37,9 | 1954-1997b |
| Sources : a : Météo.éducation ; b : Cipel |       |       |       |       |       |       |       |       |       |      |      |            |

| Jours de gelée (nombre de jours)          |    |   |   |   |   |   |   |   |   |   |    |       |
| J                                         | F  | M | A | M | J | J | A | S | O | N | D  | Année |
| 14                                        | 22 | 1 | 1 | 0 | 0 | 0 | 0 | 0 | 1 | 0 | 11 | 2003a |
| Sources : a : Météo.éducation ; b : Cipel |    |   |   |   |   |   |   |   |   |   |    |       |

## Vignoble
L'aire de production s'étend sur plusieurs départements.

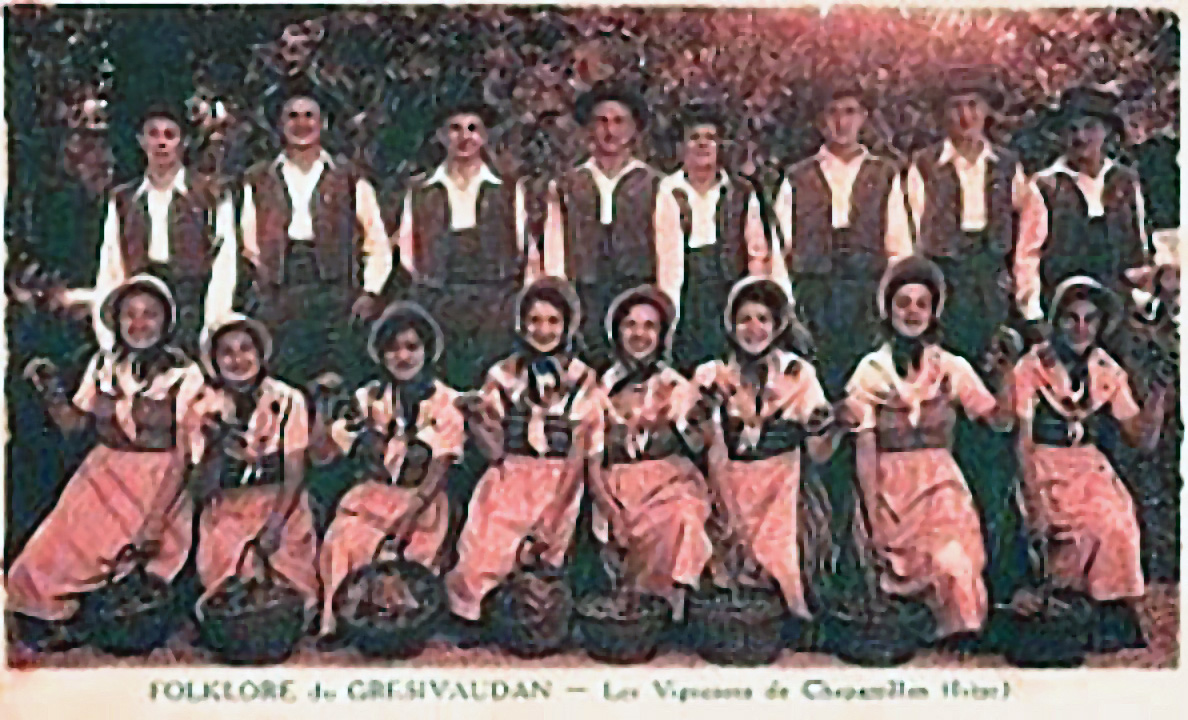
Les vignerons de Chapareillan vers 1900

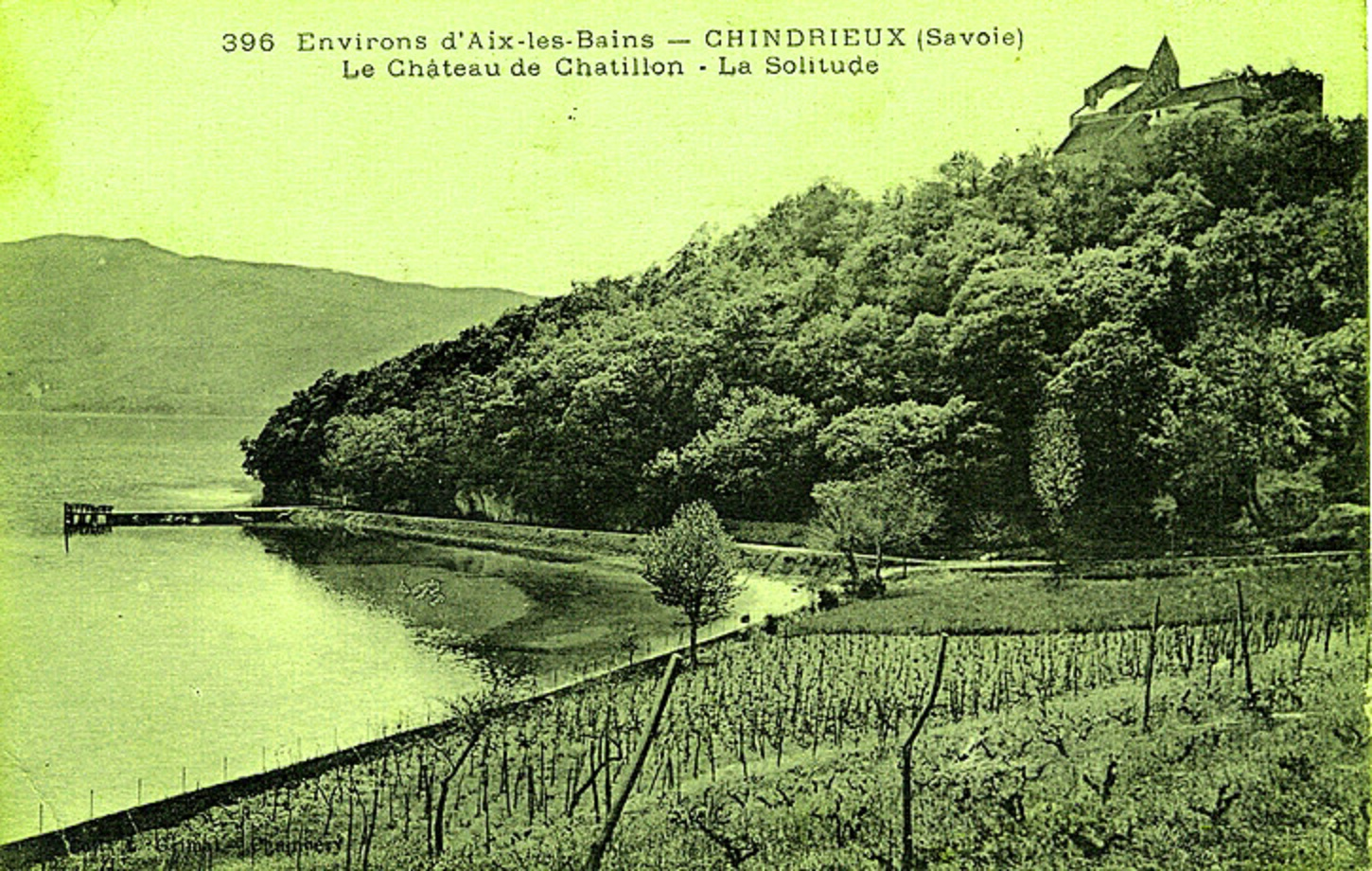
Chindrieux et ses vignes

En blanc, il s'agit des communes suivantes :
- département de l'Isère : Chapareillan.
- Département de Savoie : Apremont, Arbin, Barby, Billième, Le Bourget-du-Lac, Brison-Saint-Innocent, Challes-les-Eaux, Chanaz, Chignin, Chindrieux, Cruet, Francin, Fréterive, Jongieux, Lucey, Les Marches, Montmélian, Motz, Myans, Ruffieux, Saint-Alban-Leysse, Saint-Baldoph, Saint-Germain-la-Chambotte, Saint-Jean-de-Chevelu, Saint-Jean-de-la-Porte, Saint-Jeoire-Prieuré, Saint-Pierre-d'Albigny, Serrières-en-Chautagne et Yenne.
- Département de Haute-Savoie : Ayse, Ballaison, Bassy, Bonneville, Challonges, Chaumont, Chessenaz, Clarafond, Desingy, Douvaine, Franclens, Frangy, Loisin, Marignier, Marin, Massongy, Musièges, Publier, Sciez, Thonon-les-Bains, Usinens, Vanzy et Ville-la-Grand.

En rouge, il s'agit des communes suivantes :
- département de l'Ain : Corbonod et Seyssel.
- Département de l'Isère : Chapareillan.
- Département de Savoie : Apremont, Arbin, Barby, Billième, Le Bourget-du-Lac, Brison-Saint-Innocent, Challes-les-Eaux, Chanaz, Chignin, Chindrieux, Cruet, Francin, Fréterive, Jongieux, Lucey, Les Marches, Montmélian, Motz, Myans, Ruffieux, Saint-Alban-Leysse, Saint-Baldoph, Saint-Germain-la-Chambotte, Saint-Jean-de-Chevelu, Saint-Jean-de-la-Porte, Saint-Jeoire-Prieuré, Saint-Pierre-d'Albigny, Serrières-en-Chautagne et Yenne.
- Département de Haute-Savoie : Ayse, Ballaison, Bassy, Bonneville, Challonges, Chaumont, Chessenaz, Clarafond, Desingy, Douvaine, Franclens, Frangy, Loisin, Marignier, Marin, Massongy, Musièges, Publier, Sciez, Seyssel, Thonon-les-Bains, Usinens, Vanzy et Ville-la-Grand.

### Dénominations

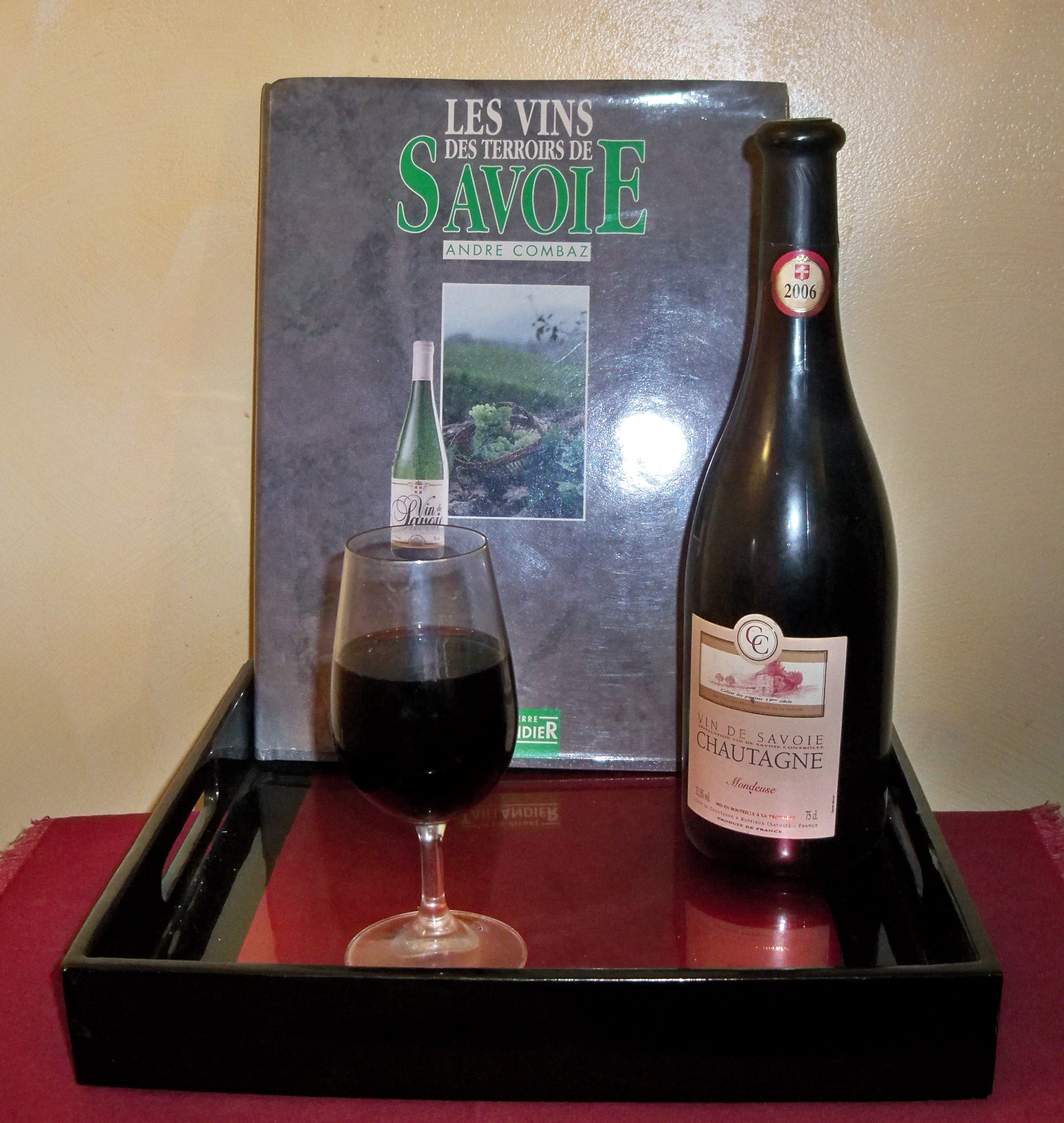
Bouteille de vin rouge de l'AOC vin de Savoie Chautagne.

Il y a seize dénominations géographiques au sein de l'appellation :
- abymes ou les abymes (blancs) ;
- apremont (blancs) ;
- arbin (rouges) ;
- ayze (blancs, pétillants et mousseux) ;
- chautagne (blancs et rouges) ;
- chignin (blancs et rouges) ;
- chignin-bergeron (blancs) ;
- crépy (blancs) ;
- cruet (blancs) ;
- jongieux (blancs et rouges) ;
- marignan (blancs) ;
- marin (blancs) ;
- montmélian (blancs) ;
- ripaille (blancs) ;
- saint-jean-de-la-porte (rouges) ;
- saint-jeoire-prieuré (blancs).

### Encépagement
Pour les rouges, les cépages principaux sont le gamay N et la mondeuse N, complétés par un peu de pinot noir N, auxquels se rajoutent en Savoie uniquement le cabernet franc N, le cabernet sauvignon N et le persan N, ainsi qu'en Isère de nouveau le persan N, l'étraire de la Dui N, le servanin N et le joubertin N.
Pour les blancs, les cépages les plus utilisés sont la jacquère B, la mondeuse B et l'altesse B. Les autres cépages autorisés sont l'aligoté B, le chardonnay B et le veltliner rouge précoce Rs, auxquels se rajoutent en Haute-Savoie le chasselas B, le gringet B et la roussette d'Ayze B, et en Isère la marsanne B et la verdesse B.
L'encépagement est règlementé pour chaque dénomination géographique au sein de l'appellation.

### Méthodes culturales et réglementaires

Taille Guyot simple à 8 bourgeons

En fonction de la densité de plantation, c'est soit le tracteur enjambeur qui intervient dans le vignoble (8 000 pieds/ha) ou le tracteur vigneron (6 000 pieds/ha). La taille la plus pratiquée est la guyot simple en laissant 12 bourgeons au maximum pour tous les cépages sauf pour le gamay avec 10 bourgeons maximum et le chardonnay avec 16 bourgeons maximum. Peu à peu s'y substitue la taille courte avec 8 bourgeons au maximum. Elle est devenue obligatoire sur toutes les mondeuses plantées après 1980.

### Vinification et élevage
C'est l'ensemble des opérations nécessaires à la transformation du moût (nom du jus de raisin) et à l'élaboration du vin. Certaines de ces opérations sont nécessaires, telle la fermentation alcoolique, et d'autres permettent d'affiner le profil du vin, tant au niveau aromatique (olfactif) que gustatif (goûts).

#### Vinification en rouge

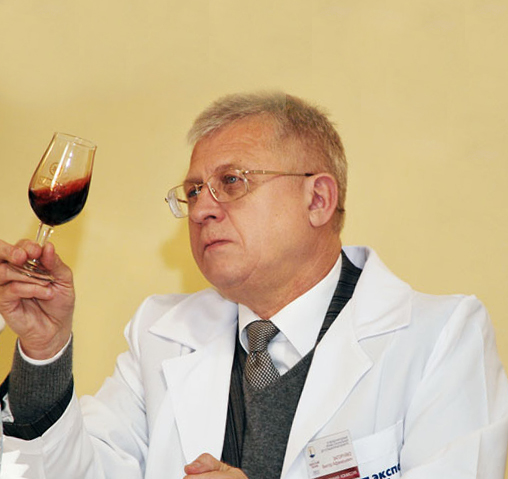
Vérification de la limpidité

La vinification en rouge consiste à faire un pressurage après que la fermentation a commencé. Pendant toute cette phase, le moût est en contact avec les matières solides de la vendange. Celles-ci sont très riches en tanins, matières colorantes, odorantes, minérales et azotées. Ces substances vont alors se dissoudre plus ou moins dans le moût et se retrouver dans le vin. 
C'est la cuvaison pendant laquelle les sucres se transforment en alcool (fermentation alcoolique) et le jus se voit enrichi par les composants du moût. Plus la macération est longue, plus la coloration du vin sera intense. Se disolvent également les tanins, leur taux sera aussi fonction du temps de la cuvaison. Plus elle sera longue, plus les vins seront aptes à vieillir. Durant cette phase, se produit une forte élévation de la température. Celle-ci est de plus en plus contrôlée par la technique de maîtrise des températures.

#### Vinification en blanc
Dans la vinification en blanc la fermentation se déroule en dehors de tout contact avec les parties solides de la vendange (pépins, peaux du raisin, rafles). Ce qui explique que l'on peut faire indifféremment du blanc à partir de cépages blancs et rouges. C'est le cas du Champagne. Le but de cette vinification est de faire ressortir le maximum des arômes contenus d'abord dans le raisin, ensuite en cours de fermentation, enfin lors du vieillissement. 
L'extraction du jus et sa séparation des parties solides peuvent être précédés par un éraflage, un foulage et un égouttage, pour passer ensuite au pressurage. Mais ces phases sont évités par nombre de vinificateurs pour éviter l'augmentation des bourbes. Le choix se porte sur une extraction progressive du jus puis un débourbage qui permet d'éliminer toute particule en suspension. Là aussi, encore plus que pour une vinification en rouge, s'impose la maîtrise des températures lors de la fermentation alcoolique. Elle se déroule entre 18 et 20 °C et dure entre 8 et 30 jours selon le type de vin désiré.

#### Vinification en rosé

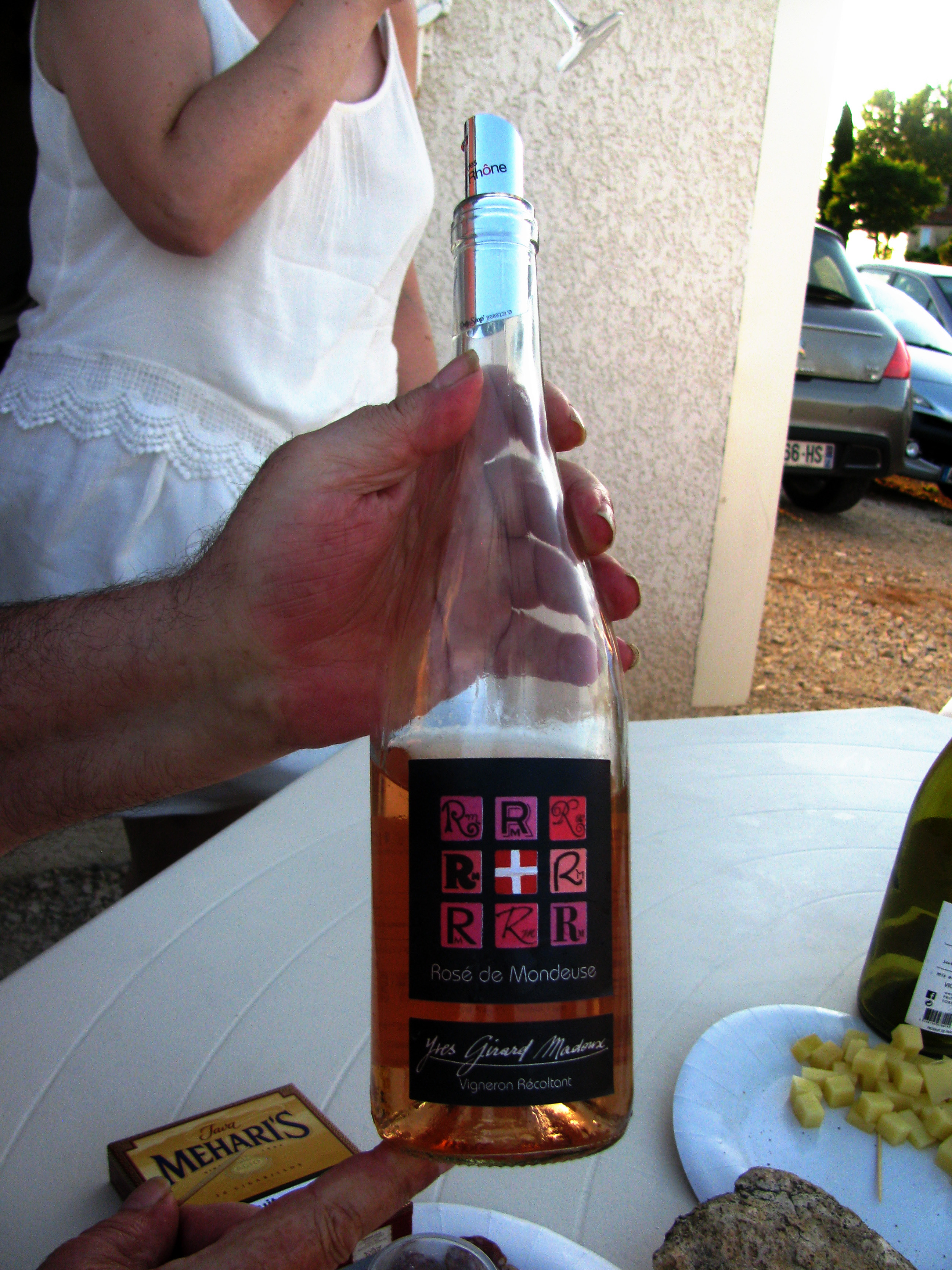
Vin de Savoie rosé à base de mondeuse

La vinification en rosé se produit par macération, limitée dans le temps, de cépages à pellicule noire avec possible ajout de cépages blancs. Le vin rosé n'a pas de définition légale. Mais ses techniques de vinification sont très strictes et n'autorisent en rien en Europe le mélange de vin rouge et blanc. Deux principes différents sont utilisés :
- Le premier consiste à extraire par écoulement une partie du jus dès l'encuvage lors de la vinification en rouge ; c'est la saignée. C'est le jus qui s'égoutte sous le poids de la vendange - au maximum entre 20 et 25 % - et qui va macérer durant 3 à 24 heures. Cette méthode produit des vins rosés à la robe soutenue, et la quantité potentielle produite dépend de la concentration recherchée pour le vin rouge produit.
- Le second principe est le pressurage direct, qui consiste à extraire le jus en plusieurs fois, au cours de la macération, qui dure quelques heures. Les jus successivement extraits sont progressivement plus chargés en tanins provenant des peaux, et peuvent ensuite être assemblés. Une vendange bien mûre pourra colorer le jus et sa vinification se fait en blanc[27].

La maîtrise des températures est une nécessité, un vin rosé a une robe qui s'apparente à celle d'un vin rouge très clair, plus le fruit et la fraîcheur des vins blancs.

#### Vinification en mousseux
La vinification des vins effervescents (mousseux) a pour but de permettre d'embouteiller un vin dont les sucres et les levures vont déclencher une seconde fermentation en bouteilles. Celle-ci et son bouchon doivent pouvoir résister au gaz carbonique qui se forme sous pression. C'est lui au débouchage qui provoquera la formation de mousse. 
On utilise un vin tranquille auquel est ajoutée une liqueur de tirage, constituée de levures, d'adjuvants de remuage (pour faciliter la récupération et l'éjection du dépôt au dégorgement) et de sucre (de 15 à 24 g/l) selon la pression désirée finalement. La bouteille est rebouchée hermétiquement et déposée sur des clayettes afin que les levures transforment le sucre en alcool et en gaz carbonique. 

### Terroir et vins

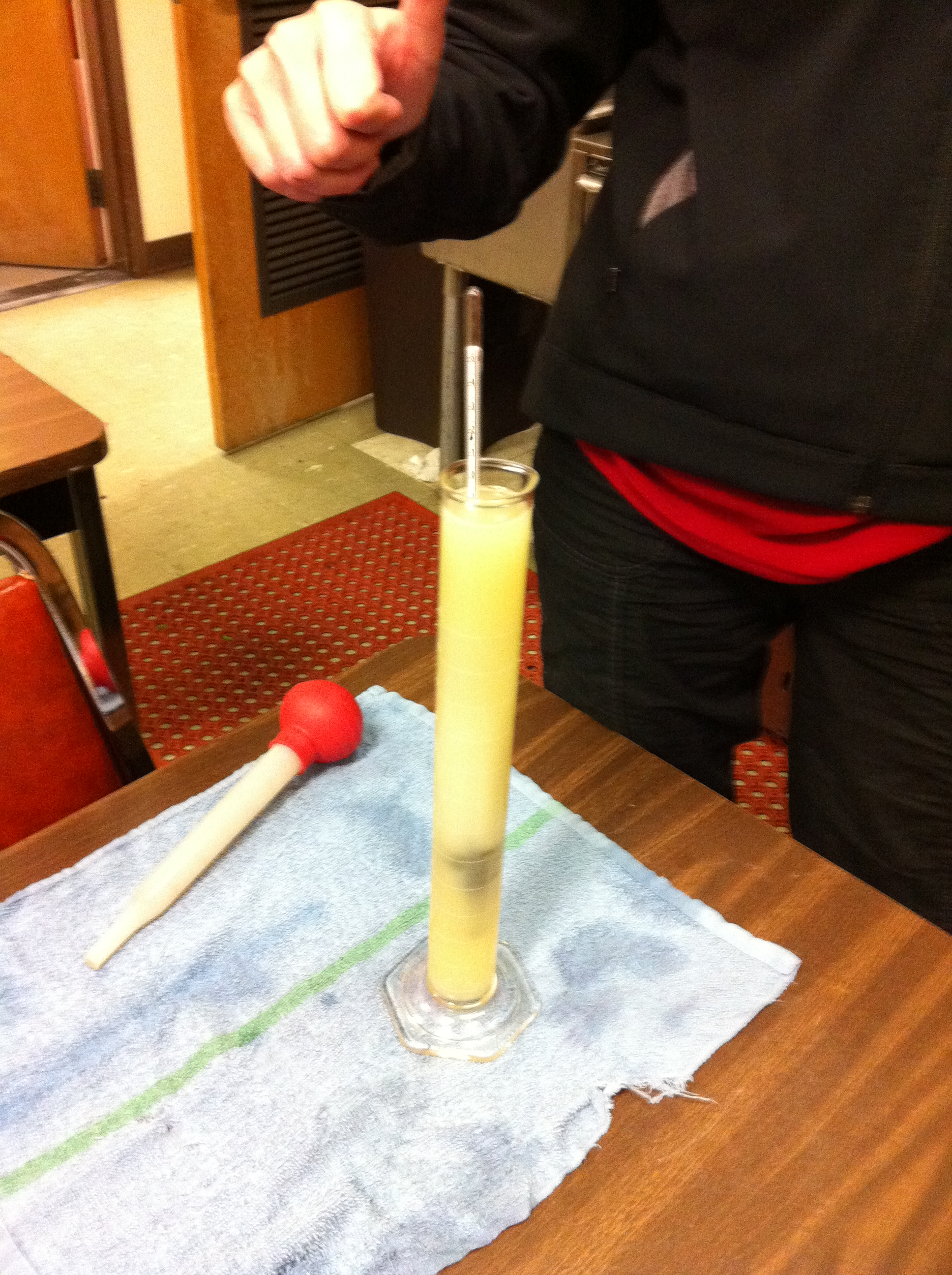
Mesure du degré alcoolique d'un blanc

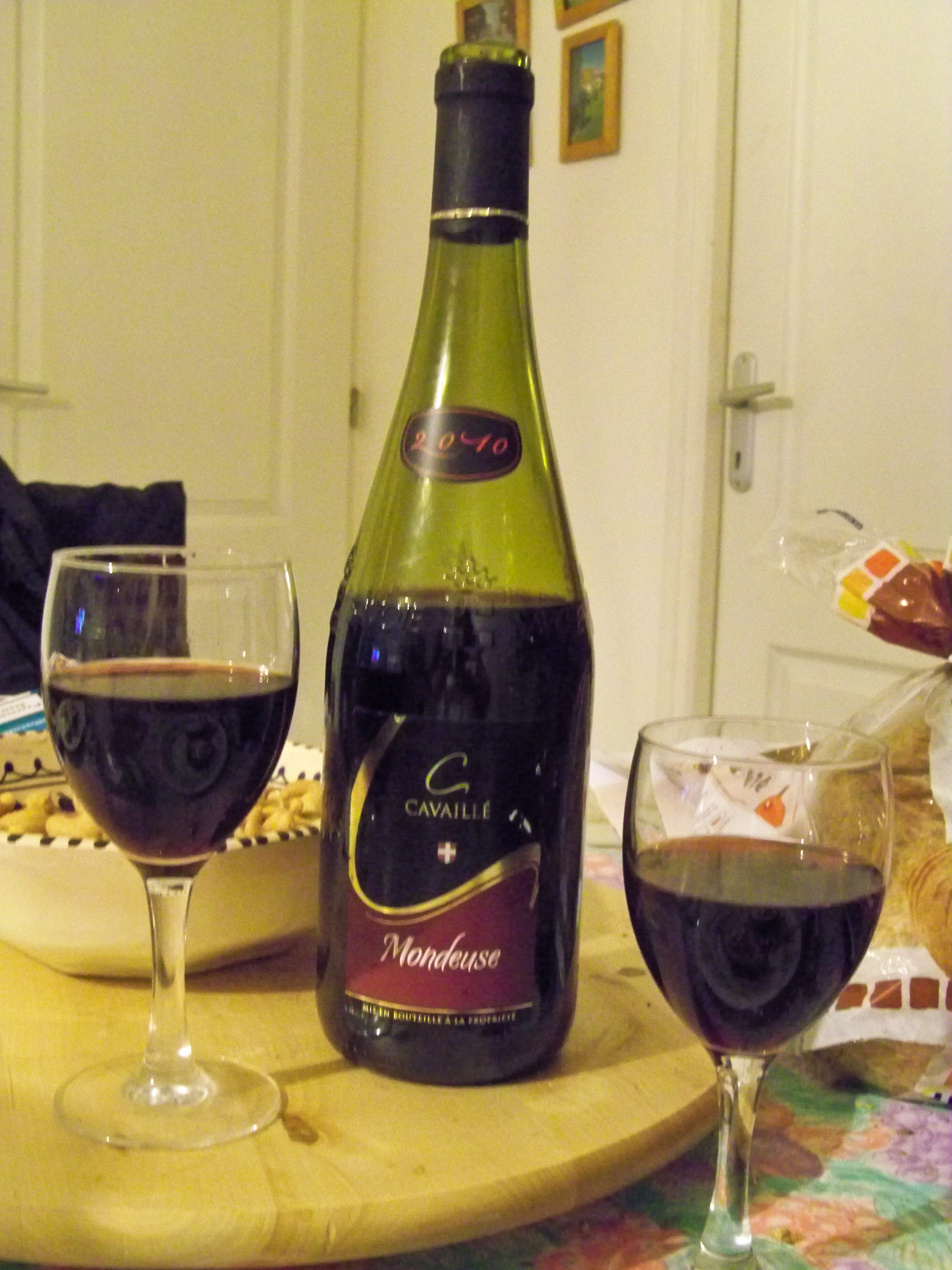
AOC vin de Savoie Mondeuse

La Savoie compte huit terroirs viticoles sur lesquels sont produits 22 crus différents. Ces terroirs couvrent 1 800 hectares et s'étalent sur quatre départements : Ain (100 hect.), Isère (110 hect.),
Savoie (1 400 hect.) et Haute-Savoie (200 hect.). La règle est le morcellement aussi bien des terroirs que des vignobles puisque la moyenne de ceux-ci varie entre 50 ares et 2 hectares. Ce qui a permis la culture de nombreux cépages qui fournissent des vins différents et au caractère très typé. Les coteaux calcaires exposés au sud donnent des vins fruités (Chignin et Chignin-Bergeron) ; au nord-est, des vins aux notes minérales (Abymes, Apremont), le cépage le plus adapté est l'altesse B. Sur les rives du lac Léman, pour les vins de Crépy, de Marin et d'Ayze, c'est le chasselas B. Auprès du lac d'Aix-Les-Bains les vins de Seyssel, Marestel, Chautagne, Jongieux sont élaborés à base d'altesse pour les blancs, de gamay N et de mondeuse N, pour les rouges. La mondeuse, cépage typiquement savoyard, se retrouve dans la Combe de Savoie pour les vins d'Arbin et de Chignin-bergeron.

### Structure des exploitations
À la demande de la CEE, une enquête sur la structure des exploitations agricoles a eu lieu, au cours de l'année 1967, en Savoie. Dans ce cadre, les quatre communes de Chautagne (Chindrieux, Motz, Serrières et Ruffieux) ont été étudiées d'une façon très exhaustive. La comparaison entre cette étude et les chiffres du recensement de l'agriculture de 1970 permet d'avoir des données précieuses. 
« En 1967, à Chindrieux, 90 % des exploitations viticoles ont une superficie inférieure à un hectare et 8,8 % en possèdent plus d'un hectare. Or seulement 1 % des exploitations agricoles a une superficie inférieure à cette barre de un hectare, alors que 56 % ont une superficie comprise entre 2 et 5 hectares et 22 % en ont plus de 10 hectares. Le quart de la superficie plantée en vigne est compris dans des exploitations de moins de cinq hectares et 70 % entre cinq et vingt hectares. On pourrait répéter ces chiffres pour les autres communes, ils indiquent la même tendance : peu d'exploitations viticoles, même les plus petites sont des unités spécialisées ; elles ne sont qu'une partie d'exploitations pratiquant une polyculture semblable à celle de la région ».
Cette même tendance apparaît dans les données du recensement de 1970. En Chautagne, il est notable que seulement 8 % de la superficie du vignoble appartienne à des exploitations agricoles de moins d'un hectare, à contrario, il apparaît que 59 % des vignes sont englobés dans des exploitations comprises entre 5 et 20 hectares.
En dépit de la taille moyenne des exploitations, le vignoble est exploité majoritairement par 50 caves indépendantes, les caves coopératives étant au nombre de trois et regroupant 250 adhérents.

### Types de vins et gastronomie

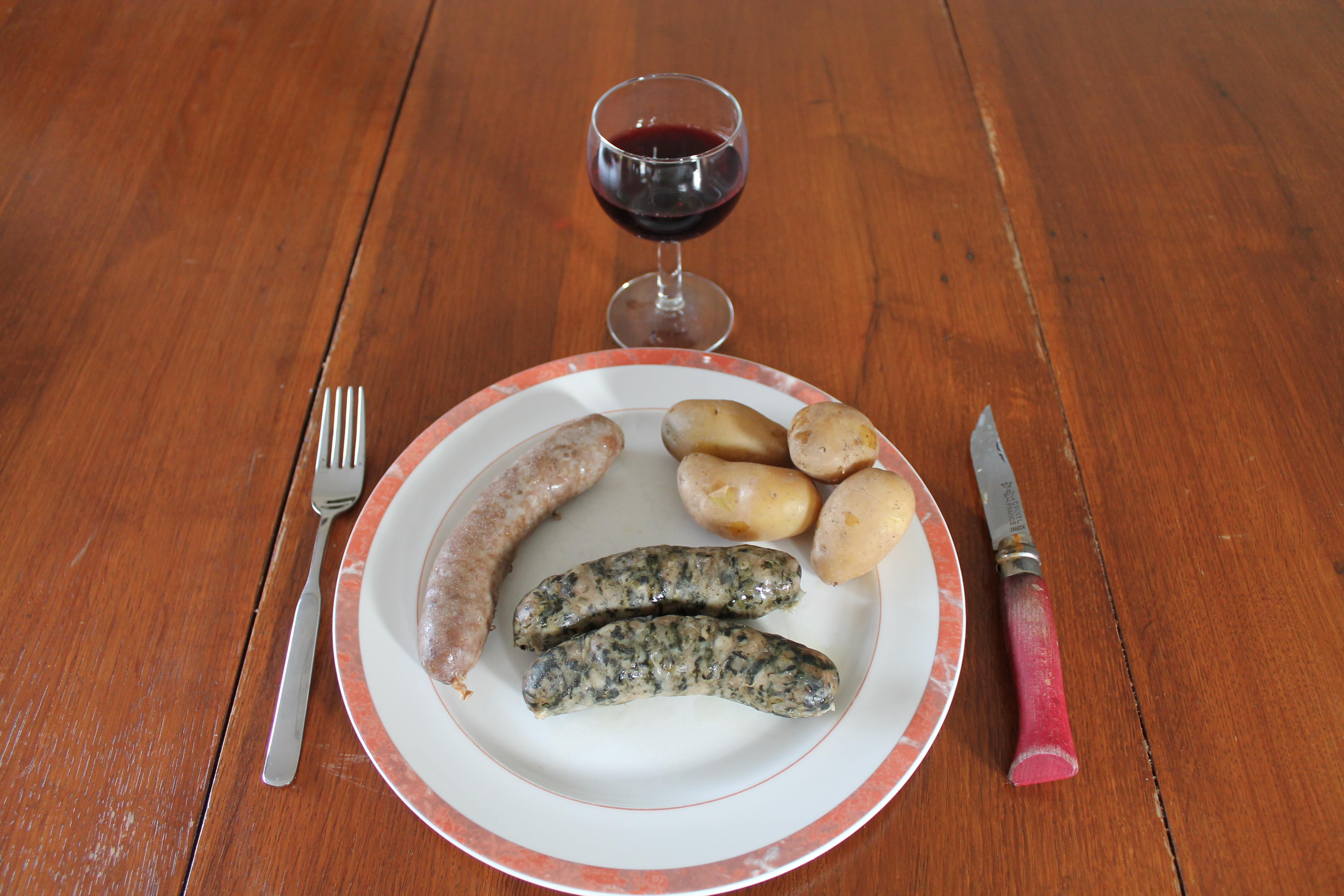
Vin rouge et assiette de diot et pormoniers

Les vins blanc et rouge de Savoie couvrent une gamme assez étendue pour accompagner de nombreux mets. Le Chignin-bergeron blanc est parfait pour l'apéritif, L'Apremont est idéal avec les plats à base de fromages locaux, quant à l'Abyme, son mariage avec une fondue Savoyarde est remarquable. Les vins rouges, élaborés à base de mondeuse, gamay ou pinot, accompagnent fort bien les charcuteries.
Il est à souligner que le berthoud, la croûte au fromage, la fondue savoyarde et la poêlée montagnarde sont les quatre principales recettes de la cuisine savoyarde nécessitant des fromages à pâte pressée cuite et du vin blanc de l'AOC.

### Commercialisation
L'AOC qui couvre 2 630 hectares produit annuellement 150 000 hectolites. L'exportation ne représente que 2 %. Sa commercialisation est assurée pour une moitié par les caves indépendantes, l'autre l'étant par les coopératives et le négoce.

### Liste des producteurs
| Commune                | Cave |
| ---------------------- | --- |
| Aix-les-Bains          | Xavier Jacqueline, vigneron œnologue |
| Apremont               | Le P’tiou Vigneron EARL, Jean-François Maréchal ; SCEA Chapot Philippe, Philippe Chapot ; EARL Le Cellier du Palais, René et Béatrice Bernard, Maison Philippe Viallet, Domaine Dupraz, Guillaume Pin, Cellier du palais, Jean-Claude Masson                             |
| Aiton                  | Domaine de L'Aitonnement |
| Chapareillan           | Domaine Uchet, Yannick Uchet ; Domaine Giachino, EARL Chautemps; Domaine Masson, Franck Masson |
| Chignin                | Denis & Didier Bethollier, André et Michel Quenard ; Caveau de la Tour, Catherine et Jean-François Quenard ; Cave Plantin, Samuel et Fabien Girard-Madoux, domaine partagé gilles berlioz, Adrien Berlioz                                                                |
| Cruet                  | Cave coopérative des vins fins de Cruet, SAS Maison Philippe Grisard, Philippe Grisard, Philippe et François Tiollier, |
| Frangy                 | Vincent Courlet, |
| Fréterive              | Guy Laurent ; Domaine G. & G. Bouvet, D. et F. Garanjoud ; SCEV Domaine Grisard, Jean-Pierre et Marie-Jo Grisard ; EARL Vullien Jean et fils, David et Olivier Vullien, Domaine des ardoisières (Brice Omont), Michel Grisard, Domaine de LORBERT ( Gilles et Frédéric ) |
| Jongieux               | EARL Justin, Guy Justin ; La Cave du Prieuré, Raymond Barlet et fils ; Éric Masson ; EARL Domaine Eugène Carrel et fils, Eugène Carrel, Château de la Mar, Domaine Dupasquier                                                                                            |
| La-Motte-Servolex      | Domaine des Côtes Rousses |
| Les Marches            | Adrien Vacher ; Les Rocailles, Pierre Boniface, |
| Myans                  | Domaine Ravier (Benjamin et Pascal), Philippe et Sylvain Ravier |
| Ruffieux               | Cave de Chautagne, |
| Saint-Alban-Leysse     | Antoine Petitprez |
| Saint-Baldoph          | Denis Fortin, |
| Saint-Jean-de-Chevelu  | EARL Million-Rousseau, Xavier et Michel Million-Rousseau, |
| Saint-Jean-de-la-Porte | Domaine de Méjane, Anne Bellemin-Laponnaz, |
| Saint-Pierre-d'Albigny | Domaine Saint-Germain, Étienne et Raphaël Saint-Germain, |
| Serrières-en-Chautagne | Alain Bosson ; Jacques Maillet |